# Тревиле
Тревиле (итал. Treville) је насеље у Италији у округу Алесандрија, региону Пијемонт.
Према процени из 2011. у насељу је живело 180 становника. Насеље се налази на надморској висини од 268 м.

## Становништво
Према резултатима пописа становништва 2011. у општини је живело 271 становника.
| 1931. | 1936. | 1951. | 1961. | 1971. | 1981. | 1991. | 2001. | 2011. |
| ----- | ----- | ----- | ----- | ----- | ----- | ----- | ----- | ----- |
| 742   | 682   | 602   | 452   | 355   | 335   | 296   | 280   | 271   |